# ستيفن ر. دونالدسون
ستيفن ر. دونالدسون (بالإنجليزية: Stephen R. Donaldson)‏ (13 مايو 1947، كليفلاند في الولايات المتحدة)؛كاتب وروائي أمريكي.

## روابط خارجية
- ستيفن ر. دونالدسون على موقع IMDb (الإنجليزية)
- ستيفن ر. دونالدسون على موقع ميوزك برينز (الإنجليزية)
- ستيفن ر. دونالدسون على موقع إن إن دي بي (الإنجليزية)